# Тушкована капуста

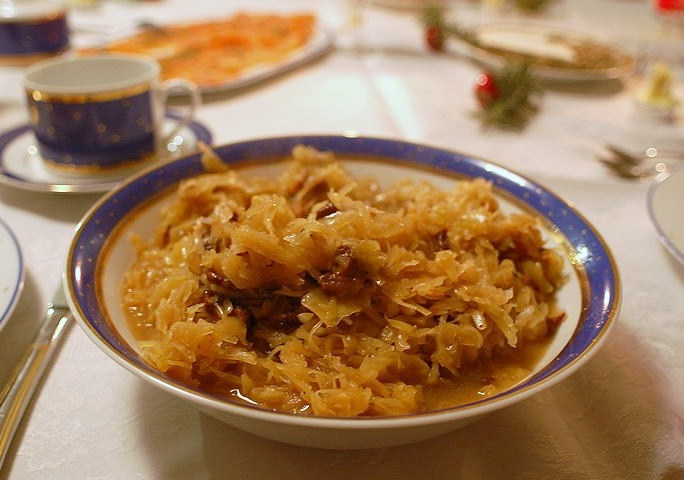
Польський бігос

Тушкована капуста — страва з капусти. 
Для приготування страви використовують капусту, різні овочі, як-от цибуля, морква та селера, а також овочевий бульйон, томатну пасту або помідори.  Додаткові інгредієнти можуть включати такі види м’яса, як свинина, ковбаса та яловичина, картопля, локшина, яблука, нарізані кубиками, яблучний сік, курячий бульйон, трави та спеції, сіль та перець.     

## У кухнях світу
Бігос — страва польської кухні з дрібно нарізаного м'яса різних видів, тушкованого з квашеною та нашаткованою свіжою капустою. Блюдо також є традиційним для білоруської, української та литовської кухні.
Капуска — традиційна тушкована капуста балканської кухні.
Тушкована квашена капуста — польська страва, що складається з квашеної капусти, бекону, грибів і цибулі або часнику.
Potée — термін у французькій кухні, який стосується страв, приготованих у глиняному горщику. Точніше, це стосується супу або рагу зі свинини та овочів, найчастіше капусти та картоплі, з яких найбільш характерним є шакрут.

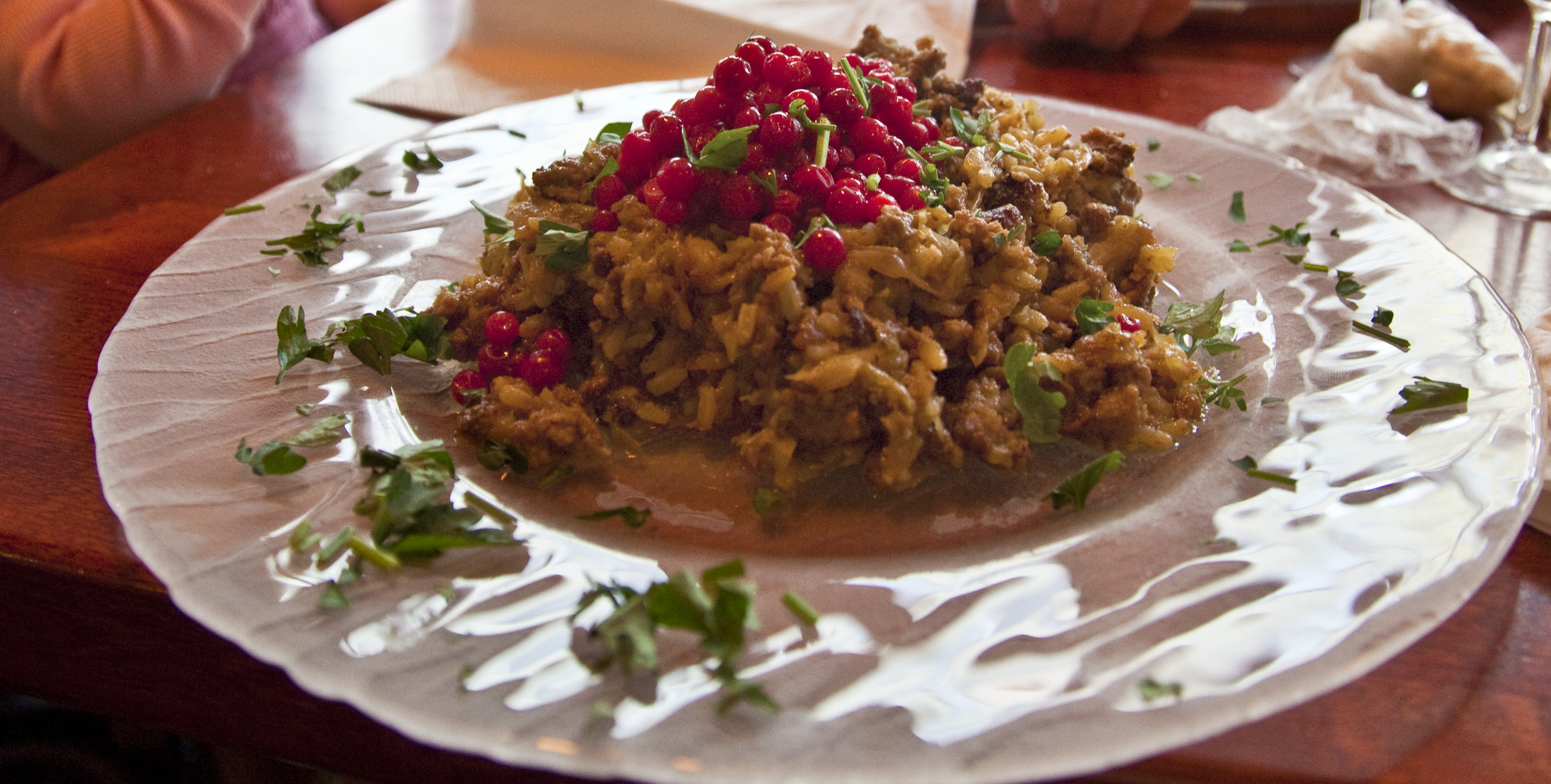
Запіканка Kaalilaatikko[en]
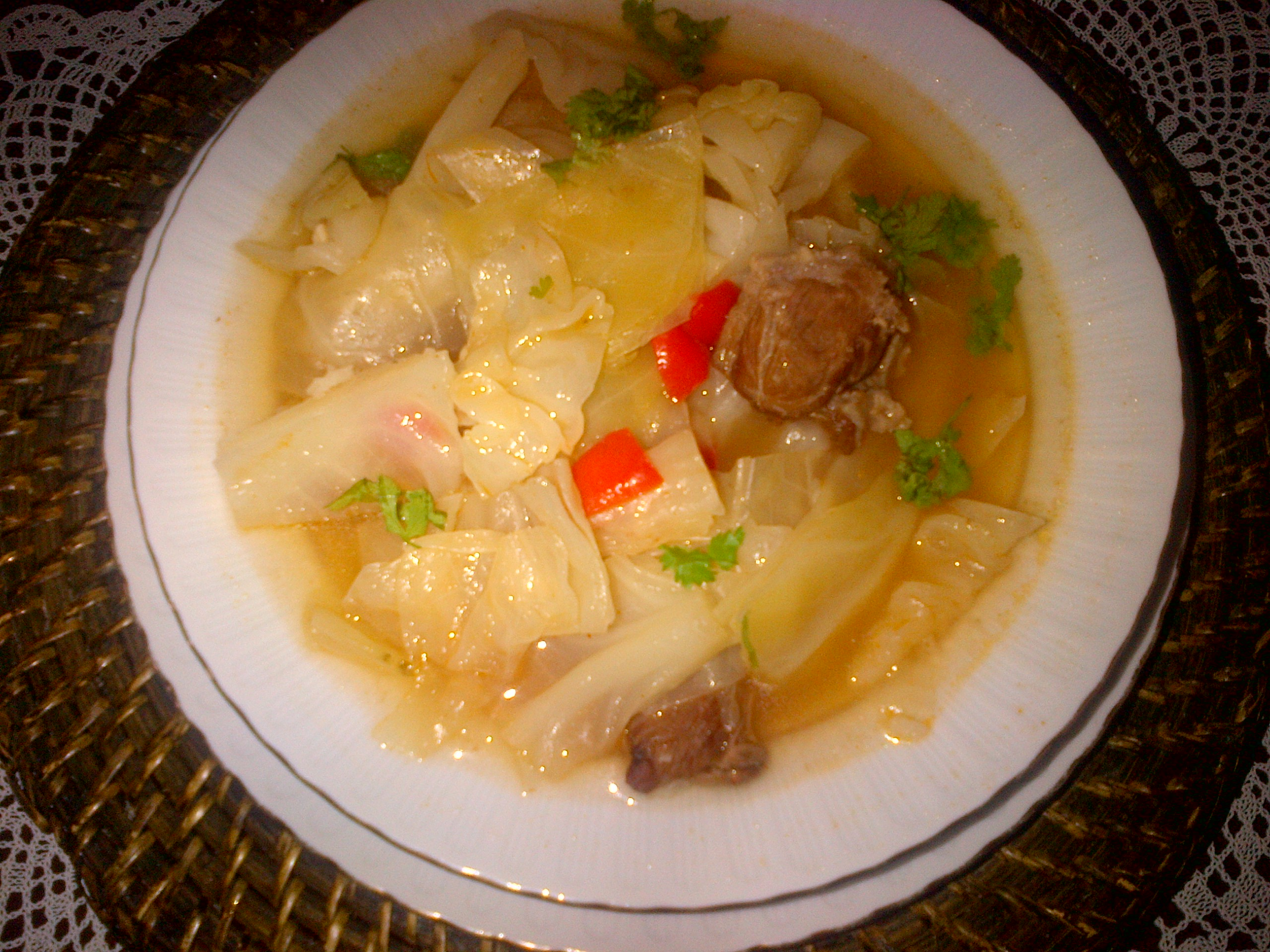
Капуска[en] з телятиною
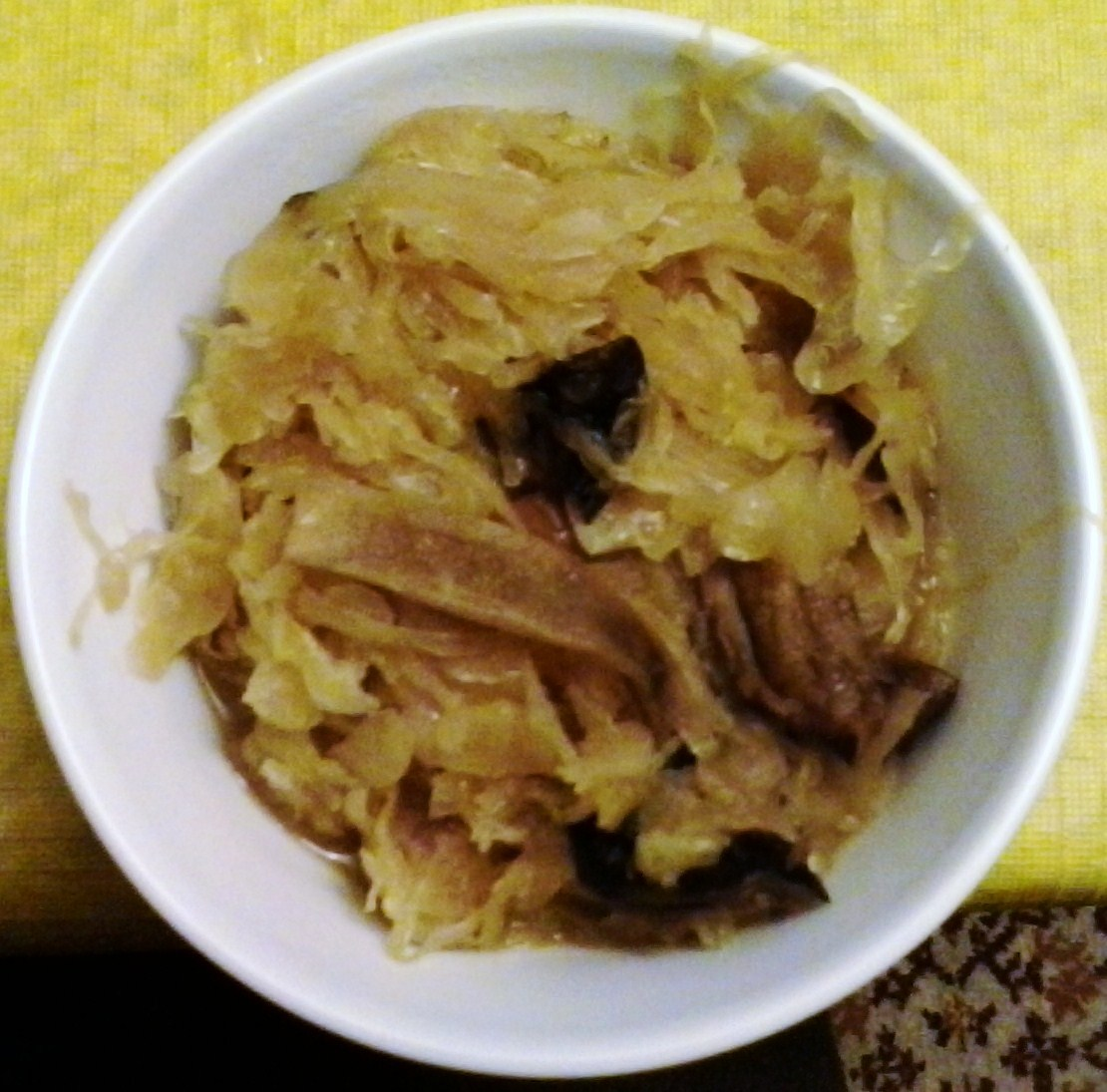
Тушкована квашена капуста
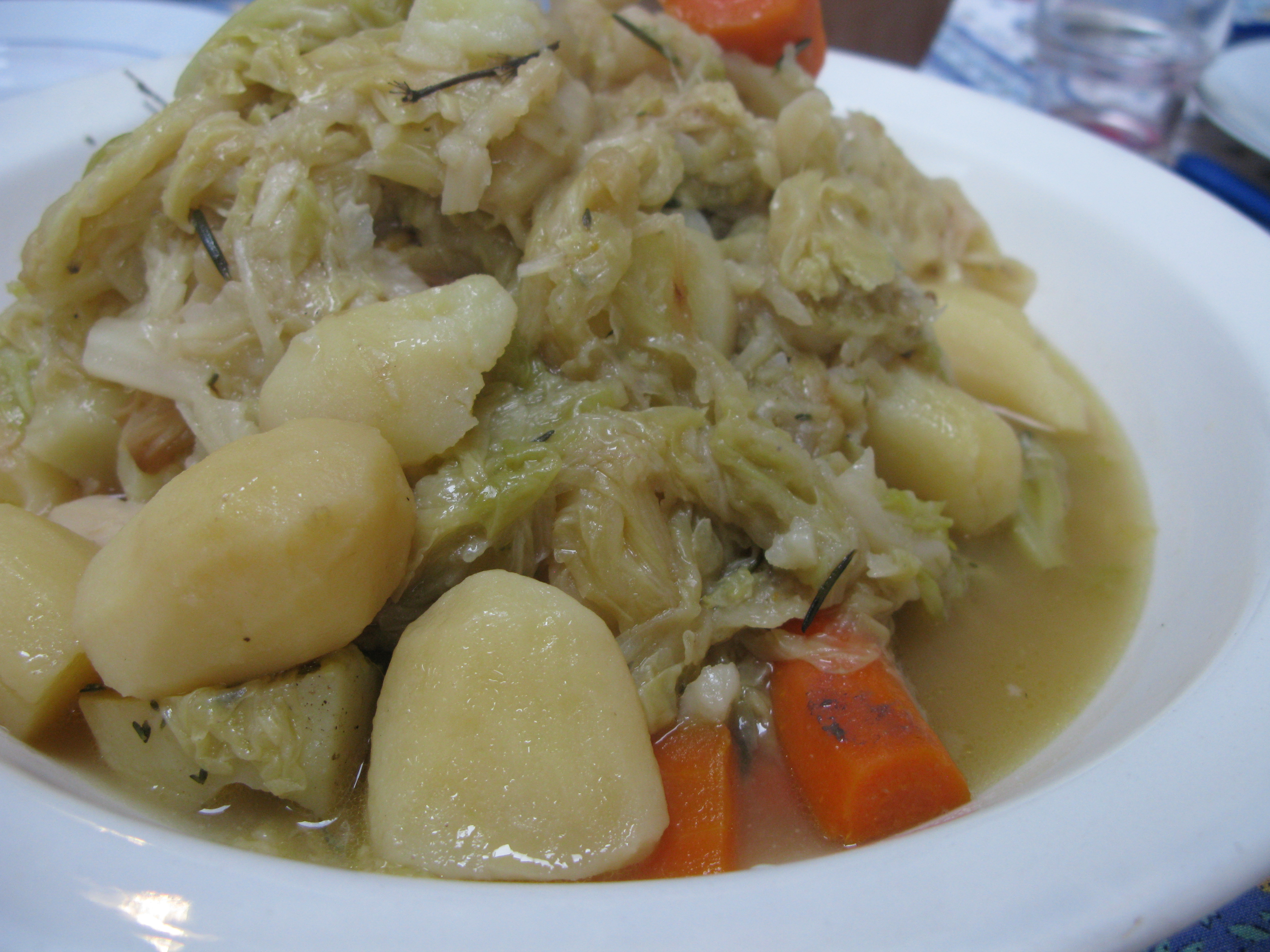
Potée[en]
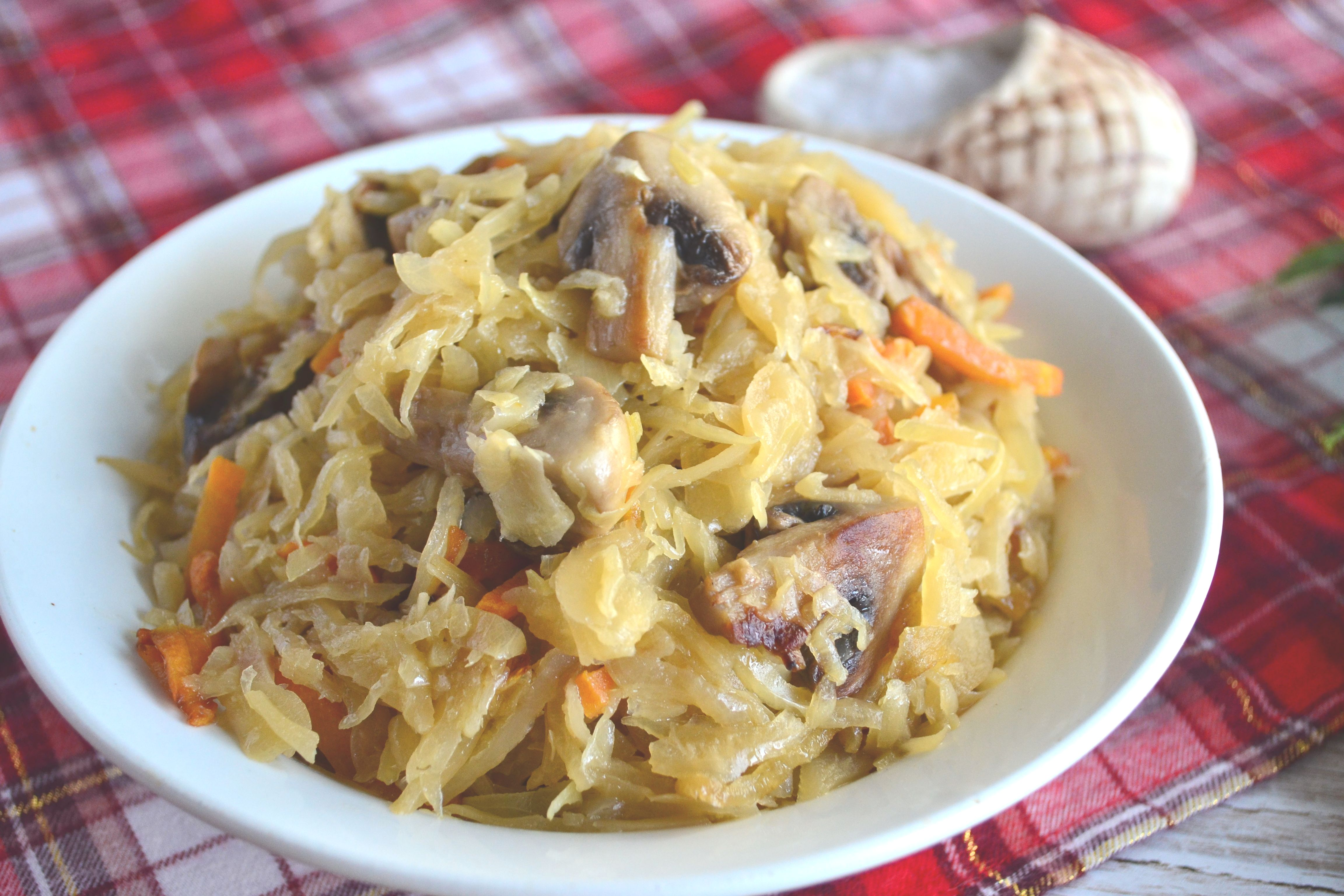
Капуста тушкована з грибами